# Stibara subpunctata
Stibara subpunctata là một loài bọ cánh cứng trong họ Cerambycidae.